# Frucht des Heiligen Geistes

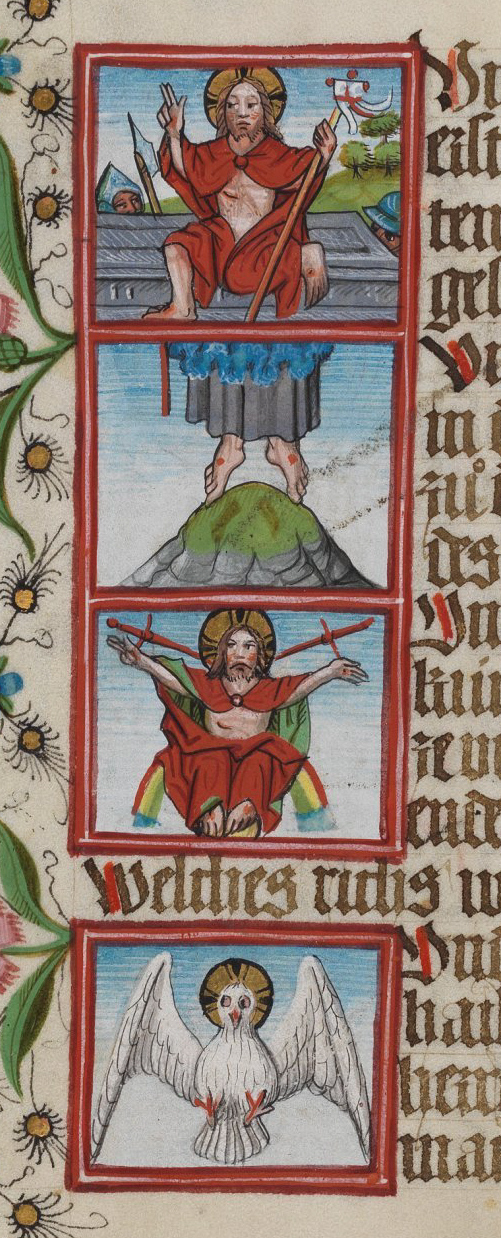
Auferstehung, Himmelfahrt und Herabkunft des Heiligen Geistes, Darstellung im Waldburg-Gebetbuch

Die Frucht des Heiligen Geistes ist ein Begriff aus dem Neuen Testament. Der Apostel Paulus schreibt in seinem Brief an die Galater über das Verhältnis von Fleisch und Geist sowie dessen Folgen:

„16 Darum sage ich: Lasst euch vom Geist leiten, dann werdet ihr das Begehren des Fleisches nicht erfüllen.
17 Denn das Begehren des Fleisches richtet sich gegen den Geist, das Begehren des Geistes aber gegen das Fleisch; beide stehen sich als Feinde gegenüber, sodass ihr nicht imstande seid, das zu tun, was ihr wollt.
18 Wenn ihr euch aber vom Geist führen lasst, dann steht ihr nicht unter dem Gesetz.

19 Die Werke des Fleisches sind deutlich erkennbar: Unzucht, Unsittlichkeit, ausschweifendes Leben,
20 Götzendienst, Zauberei, Feindschaften, Streit, Eifersucht, Jähzorn, Eigennutz, Spaltungen, Parteiungen,
21 Neid und Missgunst, Trink- und Essgelage und Ähnliches mehr. Ich wiederhole, was ich euch schon früher gesagt habe: Wer so etwas tut, wird das Reich Gottes nicht erben.

22 Die Frucht des Geistes aber ist Liebe, Freude, Friede, Langmut, Freundlichkeit, Güte, Treue,
23 Sanftmut und Selbstbeherrschung; dem allem widerspricht das Gesetz nicht.
24 Alle, die zu Christus Jesus gehören, haben das Fleisch und damit ihre Leidenschaften und Begierden gekreuzigt.
25 Wenn wir aus dem Geist leben, dann wollen wir dem Geist auch folgen.
26 Wir wollen nicht prahlen, nicht miteinander streiten und einander nichts nachtragen.“

Es werden also folgende neun „Früchte“ aufgezählt:
|   | Griechisch  | Lateinisch Vulgata (Text) | Übersetzung Luther (Text) | Einheitsübersetzung (Text) |
| - | ----------- | ------------------------- | ------------------------- | -------------------------- |
| 1 | agápe       | caritas                   | Liebe                     | Liebe                      |
| 2 | chará       | gaudium                   | Freude                    | Freude                     |
| 3 | eiréne      | pax                       | Friede                    | Friede                     |
| 4 | makrothymía | longanimitas              | Geduld                    | Langmut                    |
| 5 | chrestótes  | bonitas                   | Freundlichkeit            | Freundlichkeit             |
| 6 | agathosýne  | benignitas                | Güte                      | Güte                       |
| 7 | pístis      | fides                     | Treue                     | Treue                      |
| 8 | praýtes     | modestia                  | Sanftmut                  | Sanftmut                   |
| 9 | enkráteia   | continentia               | Keuschheit                | Enthaltsamkeit             |

Alle genannten Eigenschaften bilden die Frucht des Heiligen Geistes. Einige Ausleger haben daher die neun Eigenschaften mit einer Weintraube verglichen, die aus vielen Weinbeeren besteht, aber ohne den Weinstock, ein Symbol Jesu Christi, nicht entstehen kann.
Die Überlieferung der katholischen Kirche kennt zwölf Früchte des Heiligen Geistes. Es werden die Geduld zusätzlich zur Langmut, die Bescheidenheit und die Enthaltsamkeit hinzugezählt.